# Scopula parodites
Scopula parodites är en fjärilsart som beskrevs av Louis Beethoven Prout 1931. Scopula parodites ingår i släktet Scopula och familjen mätare. Inga underarter finns listade.